# Huapango, Veracruz
Huapango är en ort i Mexiko.   Den ligger i kommunen Astacinga och delstaten Veracruz, i den sydöstra delen av landet, 230 km öster om huvudstaden Mexico City. Huapango ligger 2 182 meter över havet och antalet invånare är 493.
Terrängen runt Huapango är kuperad åt sydväst, men åt nordost är den bergig. Terrängen runt Huapango sluttar österut. Runt Huapango är det ganska tätbefolkat, med 93 invånare per kvadratkilometer. Närmaste större samhälle är Zongolica, 14,3 km nordost om Huapango. Omgivningarna runt Huapango är en mosaik av jordbruksmark och naturlig växtlighet.